# 川柳
川柳（せんりゅう）は、五・七・五の音を持つ日本語の定型詩である。

## 特徴
俳諧、すなわち俳諧連歌から派生した近代文芸である。俳句と同じ五七五の音数律を持つが、俳句が発句から独立したのに対し、川柳は連歌の付け句の規則を、逆に下の句に対して行う前句付け（前句附）が独立したものである。俳句にみられる季語や切れの約束がなく、現在では口語が主体であり、字余りや句跨りの破調、自由律や駄洒落も見られるなど、規律に囚われない言葉遊びの要素も少なくない。かつての俳諧では雑俳に含めて呼ばれたことがある。

## 歴史

### 江戸時代
江戸中期の俳諧の前句附点者だった柄井川柳が選んだ句の中から、呉陵軒可有が選出した『誹風柳多留』（はいふうやなぎだる、後に柳樽と称される。1765年-）が刊行されて人気を博し、これ以降「川柳」という名前が定着した。このころは、「うがち・おかしみ・かるみ」という3要素を主な特徴とし、人情の機微や心の動きを書いた句が多かった。
初代川柳は選句を「高番」(古事，時代事)、「中番」(生活句)、「末番」(恋句，世話事，売色，下女)の3分野に分け、世態人情を軽妙にうがち諷する詩風を樹立した。性的な内容の笑句・艶句は「破礼句（バレ句）」とも呼ばれ（バレは卑猥・下品の意）、安永5年（1776年）にはそれらを集めた『誹風末摘花』（末番の句を集めたことから名付けられた）が刊行され版を重ねた。
柄井川柳が没すると、その子孫が宗家として代々の名籍「川柳」を名のるようになった。『誹風柳多留』は刊行され続けたが、前句付けの興行を経て「柳多留」へ選句される二重の選考システムが失われ、次第に句会としての形式を強め、選者もベテラン作者が任意に行なうようになり、「柳多留」も句会の発表誌の性格を帯びるものになっていった。
一時は寛政の改革に伴う検閲により、政治批判、博打、好色など風紀を乱すとされた句が『誹風柳多留』から削除されるなどしたが、四世川柳が川柳を「俳風狂句」と銘した文化文政期になると、江戸町人文化を背景に一段と盛んとなった。『誹風柳多留』には、九州・平戸6万3千石の大名・松浦静山（柳号・松山、流水、柳水）や葛飾北斎（柳号・卍）、都々逸の創始者・都々逸坊扇歌、「偐紫田舎源氏」の作者・柳亭種彦（柳号・木卯）など、当時一流の文化人が前文や評者として名を連ね、狂句とはいえ風雅な文芸性を備えていた。
しかし、天保年間に入ると天保の改革の風俗取締りが厳しく、公職を兼務していた四世川柳は、やがて職務の障りになるとして川柳号を廃せられ、佃島の魚問屋・腥斎佃（水谷金蔵）に五世川柳を譲位、五世川柳は、狂句の存続のため「柳風式法」や「句案十体」という狂句界の規範を作り、内容も忠孝、仁義、報恩などの教化を主とするものに変えた。しかし五世の意に反し、それまでの狂句のもつ自由な表現はこの規範が枷となり内容的には没落し、表面的な言葉遊びに陥ってしまった。
『誹風柳多留』は幕末（天保9年、1838年）まで刊行され続け、延べ167編を数えた。この時代までの川柳を古川柳と呼ぶことがある。

### 明治期
明治30年（1897年）、新聞『日本』に入社した阪井久良伎が『旧派歌人十余家の自賛歌十首』を連載し始めた。この記事に反発した正岡子規は、それまで傾倒していた俳句から同じ『日本』紙面上に『歌よみに与ふる書』で短歌に軸足を移して写生道を目指した歌論を展開するに至り、今度はこれに触発されて川柳にも改革の意識が高まり始める。
阪井が川柳壇の選者を務め始めた明治36年（1903年）には『日本』に井上剣花坊が入社して共に選者となり、井上はさらに『日本』紙面に〈新題柳樽〉欄を与え、『國民新聞』『読売新聞』でも川柳選者を務め、新興川柳の普及に尽力した。これらはそれまでの五世川柳から続く客観的な視点作風の柳風狂句に代わる「新興川柳」であった。川柳作家の内面や、プロレタリア思想、純詩的作風など多彩となった。
井上は明治38年（1905年）に柳樽寺派を結成して『大正川柳』を創刊したが、掲載された句が治安維持法違反とされて廃刊に追い込まれるなどした。

### 川柳家の台頭
戦中戦後にかけて登場した川上三太郎『川柳研究』、村田周魚『川柳きやり』、前田雀郎の『せんりう』、岸本水府『番傘』、麻生路郎『川柳雑誌』、椙元紋太『ふあうすと』の6社を川柳の多角化に貢献したものとして後に川柳六大家と呼ばれる。このころには女流作家が多く登壇し情念表現も現れた。さらに後にも多くの作家が生まれ、川柳家として認知されている。

### 現在
「俳句」が口語を取り入れ、川柳の詩的表現を求める者が文語に近づくなど、表現の表面上では俳句と川柳の差がほとんどなくなってきたという部分もある。現在、川柳界は一般社団法人全日本川柳協会のもと、大会、句会を中心とする娯楽的世界に変貌しつつある。新興川柳が獲得してきた本来の作者表現を表出する川柳作品はごく一部の川柳誌が追求しているのみで、明治柳風狂句期の句会至上主義と似てきたことは皮肉なことである。
しかし一方で「サラリーマン川柳」からブームとなった一般公募による川柳は、投稿者も若年世代から老人まで幅広く、一流の川柳家を選者とした公募川柳作品では、単なる「語呂合わせ川柳」と呼ばれる域を越えて、新しい表現分野になりつつある。これらは作者の個人名とは離れたペンネームを始めとする無名性の高い作風であり、この点は初代川柳期の無名性の川柳と似たものがある。この背景にあるのは、「大衆」の〈共感〉が作品評価のベースになっていることであり、阪井久良伎が明治中興期に定義づけた「川柳は横の詩」への回帰ともいえる。